# Anne Amable Augier du Fot
Pour les articles homonymes, voir Fot.
Anne Amable Augier du Fot, né à Aubusson (Haute Marche),le 14 mars 1733, mort à Soissons en 1775, est un médecin français. Il est connu comme l'auteur d'un ouvrage sur l'« art des accouchements » (qui est en fait de Jean-Louis Baudelocque). Du Fot est chroniqueur ; il écrit sur l'épidémiologie animale. Il est aussi un ardent opposant des jésuites.

## Œuvres (liste partielle)
- Les Jésuites atteints et convaincus de ladrerie, 1759, 19 p. — Numérisation Google
- Réponse de l'auteur de la ladrerie, à l'espion des Jésuites, 1759, 46 p. — Numérisation Google
- Mémoire sur les maladies épidémiques qui depuis cinq ans ont régné dans le pays laonnois, 1770 — Réédité en 1771[2]
- Mémoire pour préserver les bêtes à cornes de la maladie épizootique qui règne dans la généralité de Soissons, Soissons, P. Courtois, 1773 — Numérisation : Gallica
- Journal historique, géographique et physique de tous les tremblements de terre et autres évènements arrivés dans l'univers pendant les années 1755 et 1756, 1756[3]
- Dissertation sur la maladie contagieuse des bêtes à cornes, Editeur inconnu (Bouillon), 1774. Disponible en ligne sur LillOnum.

### Correspondance
- Extrait d'une Lettre de M. Dolignon, Maître en Chirurgie à Cressi-en-Laonois à M. Dufot, Médecin-Pensionnaire du Roi & de la Ville de Soissons, Démonstrateur de l'art des Accouchemens, 15 juin 1774, p. 67–71 — Reproduction d'un article du Journal encyclopédique

### Attribution
- (auteur réel : Jean-Louis Baudelocque[4]) Catéchisme sur l'art des accouchemens pour les sages-femmes de la campagne, Soissons et Paris, 1775 — Autres éditions : Pézenas, Joseph Fuzier, 1775[5] ; Montpellier, Jean Martel aîné, 1776 ; Paris, Didot le jeune & Ruault, 1784 — Numérisation : université d'Ottawa

### Listes d’œuvres
- Joullietton 1814 — Du Catéchisme, Joullietton dit : « ouvrage qui a été le sujet de contestations entre MM. Dufot et Baudeloque [sic] »